# Дейзи Джонсон (киновселенная Marvel)
Дейзи Джонсон (англ. Daisy Johnson) — персонаж, появляющийся в мультимедийной франшизе Кинематографическая вселенная Marvel. Её роль исполняет Хлоя Беннет. Она была основана на одноимённом персонаже Marvel Comics и адаптирована Джоссом Уидоном, Джедом Уидоном и Мориссой Танчароен. Персонаж впервые появился в пилотном эпизоде «Агентов „Щ.И.Т.“».
Джонсон изначально представлена как компьютерный хакер, известная как «Скай» (англ. Skye); настоящее имя персонажа Дейзи Джонсон раскрывается в течение второго сезона, и персонаж остаётся известной под этим именем остальную часть сериала. Персонаж развивается на протяжении всего своего появления от хакера до агента «Щ.И.Т.» и, в конечном счёте, супергероя-Нелюдя, известной широкой публике как Дрожь (англ. Quake). Аспекты этой интерпретации позже были интегрированы в версию персонажа из комиксов.

## Биография персонажа
Дейзи Джонсон родилась в Китае в семье Кэлвина Джонсона и его жены-Нелюдя Дзяйин, но вскоре была похищена агентами «Гидры», которые проникли в «Щ.И.Т.», и воспитывалась монахинями как сирота. Взяв имя «Скай», она стала опытной хактивисткой, выступающей против таких организаций, как «Щ.И.Т.».
Хакерская деятельность привела к тому, что Скай связалась с Колсоном, который решил завербовать её и поручить Уорду, а затем Мэй, обучить её быть грозным полевым агентом. Уорд, к сожалению, оказывается кротом «Гидры», что опустошает и приводит в гнев Скай, которая питала к нему романтические чувства до того, как осознала его истинное лицо. После воссоединения со своим отцом Скай решает прогнать его, зная, что он монстр и убийца, хотя его желания, чтобы она исполнила своё предназначение — открыв свои Нелюдские способности, — исполняются, когда она непреднамеренно вступает в контакт с Туманами Терригена, которые дают ей способности, вызывающие землетрясения. Скай вскоре встречает Дзяйин, которая помогает Скай контролировать свои способности. Лояльность Скай проверяется, когда Дзяйин пытается начать войну с «Щ.И.Т.ом», и она в конечном итоге встаёт на сторону «Щ.И.Т.а». Теперь, используя своё имя при рождении, Джонсон формирует команду «Щ.И.Т.а», состоящую из Нелюдей, названную Секретные воины, в которую также входят Елена «Йо-Йо» Родригес, Линкольн Кэмпбелл и Джоуи Гутьеррес.
После краткого общения с Ульем и наблюдения за тем, как Линкольн Кэмпбелл, с которым у неё сложились романтические отношения, жертвует собой ради неё, Джонсон покидает «Щ.И.Т.» и становится известной публике как мощный линчеватель «Дрожь». Позже она возвращается в «Щ.И.Т.» после боя с Элаем Морроу в четвёртом сезоне сериала. Во время путешествие во времени, чтобы помешать Хроникомам изменить историю в седьмом сезоне, она вступает в отношения с перемещённым во времени агентом Дэниелом Сузой и обнаруживает, что у неё была старшая сводная сестра Кора, которая умерла в её линии времени. После того, как Дейзи помогла более ранней версии Коры присоединиться к команде, она продолжает работать с ней и Сузой через год после победы над Хроникомами.

## Концепция и создание
Дейзи Джонсон была создана Брайаном Майклом Бендисом и Габриэле Дель’Отто для «Secret War» #2. Когда персонаж Скай была представлена в сериале, всегда предполагалось, что она будет версией Джонсон в КВМ, как объяснила исполнительный продюсер Морисса Танчароен: «Всегда есть ряд разрешений, но мы всегда знали, что хотим превратить Скай во что-то другое. Дейзи Джонсон была главной героиней, на которую мы хотели пойти. Мы получили подтверждение об этом очень рано, так что с тех пор мы идём по этому пути». Беннет была выбрана на роль Скай в декабре 2012 года из более чем 400 актрис, которые прослушивались на эту роль. В отличие от версии из комиксов, Скай — Нелюдь; Джед Уидон объяснил, что «Мы создали для неё другое происхождение… мы объединили эти две идеи вместе ещё и потому, что там есть такие бешеные фанаты, что если мы будем придерживаться оригинальных сюжетных моментов из комиксов, они будут чуять сюжетные моменты за много миль. Эти два фактора привели нас к другому представлению о том, как она получила свои способности». Во время сцены боя, снятой одним кадром, в эпизоде «Грязные полдюжины» Беннет сломала руку и закончила второй сезон без гипса.
Первоначальный дизайн костюма Скай был предназначен для того, чтобы она была знакомой и понятной зрителю, вдохновляясь блогами уличного стиля, но поскольку во втором сезоне она стала более опытным агентом «Щ.И.Т.», она получила более тактическую экипировку. В третьем сезоне Беннет подстригла волосы, чтобы продолжить превращение своего персонажа в Дейзи Джонсон, как она изображена в комиксах, хотя она не подстригла волосы так коротко, как её версия из комиксов; Беннет объяснила, что «у версии Дейзи Джонсон из комиксов очень короткие волосы в стиле Майли Сайрус. Мы хотели остаться верными персонажу из комиксов, которую любят фанаты; я хотела угодить им, но также убедиться, что в волосах всё ещё есть какое-то движение, длина и сексуальность». Беннет также получила супергеройский костюм для третьего сезона, снова приблизив персонажа к версии из комиксов. Энн Фоули чувствовала, что «одной из самых важных вещей было то, что символ был включён в её костюм, но особенно на рукавицах, а также на задней части её костюма, что было забавным небольшим штрихом, который мы добавили. Что касается силуэта, мы хотели остаться верными комиксам и отдать дань уважения этим оригинальным дизайнам. Я также хотела включить золотой цвет, который я видела на некоторых иллюстрациях её костюма в комиксах, вот почему у нас есть золотые линии, которые мы видим на костюме. Наконец, лично для меня я хотела сделать кивок в сторону её тактического образа из прошлого сезона, поэтому, если вы посмотрите на линии стиля вокруг верхней части костюма, вы увидите, что они похожи на её тактический капюшон из 2 сезона». Костюм был «сделан из набивного EuroJersey, который хорошо подходит для этих костюмов, потому что он растягивается в четыре стороны, что даёт Хлое возможность двигаться и выполнять свои трюки… Но в её костюме гораздо больше кожи, чем в некоторых других». Legacy Effects создала культовые перчатки Джонсон из комиксов, сделав их «из гибких материалов, окрашенных в цвет металла», чтобы никто не пострадал во время трюков.

## Характеризация
Беннет, говоря о приверженности Скай к «Щ.И.Т.у», заявила, что «Я думаю, что в начале она пришла в „Щ.И.Т.“, думая, что это была правительственная штука типа ЦРУ, где они не для людей и их мотивы не были хорошими. Но на протяжении всего [первого] сезона, будучи в команде и видя, что происходит, она действительно узнала, почему существует „Щ.И.Т.“. Это действительно делается для защиты людей, и цель, стоящая за организацией, чиста... Я думаю, она находит параллель между „Щ.И.Т.ом“ и Колсоном, и я думаю, что именно поэтому она так глубоко предана этому делу». Уточняя это, Беннет сказала: «У неё всегда была эта невысказанная связь с Колсоном, это очень близкие отношения между отцом и дочерью, где ясно, что любовь, которую они испытывают друг к другу, проявляется очень заботливо».

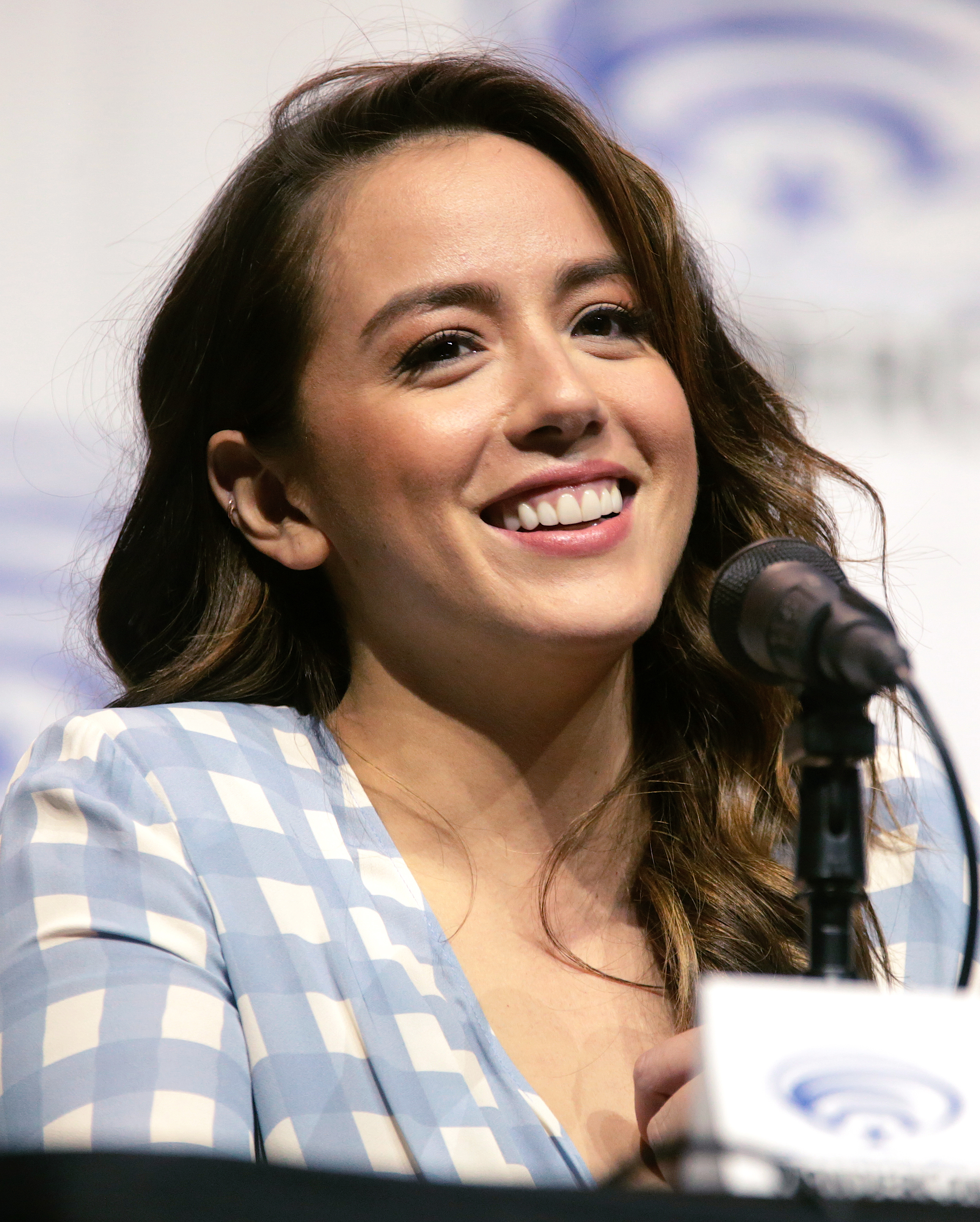
Хлоя Беннет, которая исполняет роль Дейзи Джонсон / Дрожь в сериале ABC «Агенты „Щ.И.Т.“».

Переходя ко второму сезону, Беннет отметила по поводу персонажа: «Я думаю, что она всегда будет носить своё сердце на рукаве, но я думаю, что сейчас она намного умнее, если в этом есть какой-то смысл. Я не думаю, что она из тех людей, которые могут наполовину превзойти что-либо, и это включает в себя эмоции. Если она что-то чувствует, значит, она что-то чувствует. Но она знает, как лучше это контролировать». Говоря об изменениях в персонаже после того, как выяснилось, что она была Дейзи Джонсон и Нелюдем, Танчароен сказала: «С этим открытием придут некоторые последствия, особенно в её отношениях со всеми вокруг неё, особенно с Колсоном… Излишне говорить, что для неё это будет очень сложное, эмоциональное путешествие. У нас есть возможность в телевизионном шоу по-настоящему исследовать это эмоциональное путешествие. Что это значит теперь, когда у неё есть такая способность? Хочет ли она этого?». Объясняя некоторые из этих изменений в персонаже, Беннет заявила, что «Я обязательно постараюсь, чтобы Дейзи из первого сезона сплелась с новой, крутой Дейзи… [но] она сильно изменилась. Она вошла в организацию „Щ.И.Т.“, ненавидя такие организации, как „Щ.И.Т.“, и теперь она является воплощением „Щ.И.Т.а“. Она верит во всё, во что они верят». Обсуждая раскрытие того, что Скай на самом деле является Дейзи Джонсон, Морисса Танчароен объяснила, что
Джонсон — персонаж, который нам всегда нравился. Мы всегда знали, что есть потенциал превратить Скай во что-то другое. Это заняло немного времени, но мы были счастливы, когда смогли приземлиться на Дейзи Джонсон, и на самом деле это сработало в нашей мифологии. Но, как и во всём, что мы делаем в шоу, мы отталкиваемся от свойств, и мы делаем свой собственный поворот к этому. Таким образом, мы как бы объединяем несколько концепций и сюжетных линий. Мы провели полтора сезона со Скай. Мы видели, как она развивалась как личность, мы полюбили её как личность, мы видели, как она развивалась как агент. И теперь, наконец, приведя её к истории её происхождения — я думаю, что в этом есть гораздо больший эмоциональный вес, потому что вы уже знаете её как просто Скай, и теперь у неё будет эта способность, которую она может не понимать, которую она может не хотеть… Мы собираемся сосредоточиться на Скай, и как это влияет на окружающих её людей, и как могут измениться отношения. Потому что до сих пор мы видели ход нашего сериала; мы говорили о том, как «Щ.И.Т.» относится к одарённым или рассматривает их, и они классифицируются, и тому подобное. Что это значит, когда один из ваших теперь считается человеком со способностями? Как вы её классифицируете?
 Уидон уточнил, что «Мы собираемся провести её через все этапы, чтобы понять, что это на самом деле означает, и смириться с этим. Всё это действительно интересно для нас, и на телевидении, потому что у нас есть время для изучения, мы можем исследовать её происхождение разными путями». Кроме того, Уидон рассказал о том, как персонаж будет упоминаться в шоу после раскрытия, сказав: «Она всё ещё Скай, потому что она думает, что она Скай. Я думаю, её отец думает, что она Дейзи, и мы посмотрим, дойдёт ли она когда-нибудь до того, что поверит, что это то, чем она хотела бы себя называть. Но прямо сейчас у неё есть своя собственная личность».
Обсуждая, как персонаж становится лидером Секретных воинов, Беннет сказала: «Что делает её таким хорошим лидером, так это то, через что она прошла, поэтому она может общаться со всеми в команде, и у неё действительно так много сочувствия, и это то, что мне нравится, когда я играю её. Она действительно искренне заботится обо всех так глубоко, и это тяжело сказывается на ней, потому что она, очевидно, прошла через эту большую Нелюдскую перемену… И поэтому я думаю, что делает её таким хорошим… нетрадиционным лидером то, что она действительно всё ещё учится, и я думаю, что это так реалистично, что лидеры — это почти как когда ты вырастаешь и понимаешь, что твои родители — просто люди, воспитывающие детей». Минг-На Вен отметила, как персонаж «превратился из такого анти-истеблишмента в внезапно ставшего кем-то, кто хочет создать учреждение, которое помогло бы и улучшило мир», на что Беннет сказала: «Она была потеряна в течение очень долгого времени, она была сиротой, и она хотела найти своих родителей, и вдруг она это делает, и это не то, чего она ожидала. Знаешь, когда твоя мама пытается тебя убить, а твой отец — Хайд. Так что она вроде как выросла в это».
Вступая в четвёртый сезон, Беннет чувствовала, что после событий заключительного эпизода третьего сезона Джонсон оказалась «в более тёмном месте. Она в трауре. Она так заботится о команде, что ей кажется, что она защищает их, как бы отталкивая их, потому что я думаю, что она чувствует, что всё плохое происходит вокруг неё, и она не может не создавать проблем. Её способ заботиться о людях, о которых она заботится — это как бы отталкивать их, что… не есть самое лучшее». Она также добавила, что физически Джонсон будет не в лучшей форме, так как она больше не находится под наблюдением «Щ.И.Т.а», «содержащего и помогающего мне развивать свои способности», так что будут «последствия от её использования этих способностей и… злоупотребления своим телом».

## Реакция
Беннет получила номинации в категориях «Любимая актриса телевидения» и «Любимая звезда телевидения — семейное шоу» на 28-й и 29-й церемониях премии Kids’ Choice Awards соответственно.

## Другие появления

### Веб-сериалы
- Дейзи Джонсон появляется в шестисерийном цифровом сериале «Агенты «Щ.И.Т.»: Йо-Йо», где Беннет вернулась к своей роли[18].
- Дейзи Джонсон / Дрожь появляется в «Восход Marvel: Инициация», где Беннет вернулась к своей роли[19].
- Дрожь появляется в «Восход Marvel: Ultimate Comics», где Беннет вернулась к своей роли[1].

### Кино
- Дейзи Джонсон / Дрожь появляется в мультфильме 2018 года «Восход Marvel: Тайные воины», где Беннет вернулась к своей роли[20].

### Видеоигры
- Дейзи Джонсон / Дрожь появляется в качестве командного персонажа в «Marvel Heroes», где была использована внешность Беннет для альтернативного костюма[21].
- Дейзи Джонсон / Дрожь появляется в качестве игрового персонажа в «Marvel: Future Fight», где была использована внешность Беннет для альтернативного костюма[22][23].
- Дейзи Джонсон / Дрожь появляется в качестве игрового персонажа в «LEGO Marvel’s Avengers» через DLC «Агентов „Щ.И.Т.“», где была использована внешность Беннет[24].
- Дейзи Джонсон / Дрожь появляется в качестве игрового персонажа в «LEGO Marvel Super Heroes 2», где была использована внешность Беннет[24].
- Дейзи Джонсон / Дрожь появляется в качестве игрового персонажа в «Marvel: Contest of Champions», где была использована внешность Беннет[25].